# Flasza (Klimkówka)
Flasza – część wsi Klimkówka w Polsce położona w województwie małopolskim, w powiecie gorlickim, w gminie Ropa.
W latach 1975–1998 Flasza administracyjnie należała do województwa nowosądeckiego.